# James Berry
James Berry (Portland, 28 de septiembre de 1924-Londres, 20 de junio de 2017) fue un poeta jamaicano que se trasladó a Inglaterra en la década de los 40s. Su poesía se caracteriza por ser una mezcla del patois de Jamaica y el inglés estándar.  Berry a menudo «explora la relación entre las comunidades negra y blanca, en especial, el sentimiento y la tensión entre de los inmigrantes caribeños con Gran Bretaña y los británicos de la década de los 40s».
Como el editor de dos antologías seminales, Bluefoot Traveller (1976) y News for Babilonia (1984),  ha estado al frente de la lucha en pro de la escritura hindú occidental y británica.

## Biografía
Berry nació y creció en la zona rural de Jamaica. Comenzó a escribir cuentos y poemas cuando aún estaba en la escuela. Durante la Segunda Guerra Mundial, siendo un adolescente, se fue a trabajar durante cuatro años (1942-1946) a los Estados Unidos, antes de regresar a Jamaica. Como escribió:
"Estados Unidos sufría de escasez de trabajadores de campo y comenzaron a contratar trabajadores de Jamaica. Tenía 18 años en ese tiempo. Mis amigos y yo, todos ansiosos por cambiar y superarnos, nos preparamos para el trabajo duro pensando que esto mejoraría nuestras vidas.
Pero pronto nos dimos cuenta, como ya nos habían advertido que había un problema racial en los Estados Unidos el cual no existía en el Caribe. En Estados Unidos no había libertad para las personas de color.
"Cuando volví de Estados Unidos, muy pronto la antigua sensación de estar atrapado comenzó a afectarme. Cuando el Windrush llegó, fue un regalo del cielo, pero no fui capaz de abordar el barco.... Tuve que esperar por el segundo barco para viajar de ese año".
En 1948 asistió  a la escuela nocturna, en Gran Bretaña,  se capacitó y trabajó como telegrafista en Londres, mientras que continuaba escribiendo  Según reportes Berry dijo: «Yo sabía que Londres era perfecto para mi y que yo era perfecto para Londres fue el adecuado para mí. Londres tenía libros y bibliotecas accesibles».
En 1976 compiló la antología Bluefoot Traveller y en 1979 publicó su primera colección de poesía,  Fractured Circles. En 1981 ganó el Concurso Nacional de Poesía de la Sociedad de Poesía, fue el primer poeta de origen caribeño en ser galardonado. Editó la antología histórica News for Babylon (1984), considerado "una publicación innovadora, ya que su casa editorial Chatto & Windus es una de las más importantes y era reconocida por su repertorio de poesía internacional".
Berry ha escrito muchos libros para lectores jóvenes, incluyendo A Thief in the Village and Other Stories (1987), The Girls and Yanga Marshall (1987), The Future-Telling Lady and Other Stories (1991), Anancy-Spiderman (1988), Don't Leave an Elephant to Go and Chase a Bird (1996) y First Palm Trees (1997).
Su más reciente libro de poesía incluye, A Story I Am In: Selected Poems (2011), draws on five earlier collections: Fractured Circles (1979), Lucy’s Letters and Loving (1982, Chain of Days (1985), Hot Earth Cold Earth (1995) y Windrush Songs (2007).
En 1995,  "Song of a Blue Foot Man" fue adaptada y puesta en escena en el teatro Watford Palace Theatre.

En 1990, Berry fue nombrado Oficial de la Orden del Imperio Británico (OBE) por sus servicios a la poesía.  En septiembre de 2004 fue uno de los cincuenta escritores negros y asiáticos que han hecho grandes contribuciones a la literatura británica contemporánea que fueron incluidos en la fotografía histórica de "a Great Day in Londres" en la Biblioteca Británica.  Sus archivos fueron adquiridos por la Biblioteca Británica, en octubre de 2012.  Entre otras cosas, el archivo contiene borradores de una novela inédita, The Domain of Sollo and Sport.

## Publicaciones Seleccionadas
- Bluefoot Traveller: An Anthology of Westindian Poets in Britain (editor), Londres: Limestone Publications, 1976;  edición revisada del Bluefoot Traveller: Poetry by West Indians in Britain, Londres: Harrap, 1981
- Fractured Circles (poesía), Londres: New Beacon Books, 1979
- Lucy's Letters and Loving, Londres: New Beacon Books, (1982)
- News for Babylon: The Chatto Book of Westindian-British Poetry (editor), Londres: Chatto & Windus, 1984
- Chain of Days, Oxford University Press, 1985
- A Thief in the Village and other stories (para niños), Londres: Hamish Hamilton, 1987
- The Girls and Yanga Marshall: four stories (para niños), Londres: Longman, 1987
- Anancy-Spiderman: 20 Caribbean Folk Tales (para niños), ilustrado por José Olubo, Londres: Walker, 1988
- When I Dance (para niños), Hamish Hamilton, 1988
- Isn't My Name Magical? (para niños), Longman/BBC, 1990
- The Future-Telling Lady and o fnther stories (para niños), Londres: Hamish Hamilton, 1991
- Ajeemah and his Son (para niños), Estados Unidos: HarperColllins, 1992
- Celebration Song (para niños), Londres: Hamish Hamilton, 1994
- Classic Poems to Read Aloud (editor), Londres: Kingfisher, 1995
- Hot Earth Cold Earth, Bloodaxe Books, 1995
- Playing a Dazzler (para niños), Londres: Hamish Hamilton, 1996
- Don't Leave an Elephant to Go and Chase a Bird (para niños), USA: Simon & Schuster, 1996
- Everywhere Faces Everywhere (para niños), Simon and Schuster, 1997
- First Palm Trees (para niños), ilustrado por Greg Couch, Simon & Schuster, 1997
- Around the World in 80 Poems (editor - para niños), Londres: Macmillan, 2001
- A Nest full of Stars (para niños), Londres: Macmillan, 2002
- Only One of Me (poemas seleccionados - para niños), Londres: Macmillan, 2004
- James Berry Reading from his poems for children, CD, The Poetry Archive, 2005
- Windrush Songs, Bloodaxe Books, 2007
- A Story I Am In: Selected Poems, Bloodaxe Books, 2011

## Premios
- 1977-1978, C. Day Lewis Fellowship
- 1981, el Concurso Nacional de Poesía (por "Fantasy of an African Boy")[14]
- 1987, Premio Smarties (por A Thief in the Village)
- 1989, Premio Signal Poetry  (When I Dance)
- 1989, Premio Coretta Scott Rey King Book
- 1991, Premio Cholmondeley
- 1993, Boston Globe Award-Horn (por Ajeemah and His Son)